# 白少康
白少康（1962年5月—），陕西西安人，中华人民共和国政府官员。现任中共中央政法委员会副秘书长，曾任上海市人民政府副市长、上海市公安局局长。1984年7月毕业于北京大学法律学系，为法学学士、高级管理人员工商管理硕士，副总警监，1987年7月加入中国共产党。
历任陕西省公安厅刑侦处科员、副主任科员、副科长、科长、副处长、陕西省公安厅刑事侦查局（刑警总队）副局长（副总队长）、政委，陕西省公安厅副厅长、党委委员，中华人民共和国公安部刑事侦查局局长、国内安全保卫局局长。2013年3月至2017年6月任上海市公安局局长、上海市人民政府党组成员、市长助理、上海公安高等专科学校校长、武警上海市总队第一政委。2013年7月升任上海市人民政府副市长。任内，白少康曾主持开展道路交通违法行为大整治行动。
2017年6月，任中央政法委副秘书长。2022年10月30日，不再担任国家监察委员会委员。